# Cedarhurst
Cedarhurst é uma aldeia na vila de Hempstead no Condado de Nassau, na parte sudoeste de Long Island, no estado norte-americano de Nova Iorque. Possui mais de 7 mil habitantes, de acordo com o censo nacional de 2020. É considerada parte da área da Five Towns de Long Island.

## Geografia
De acordo com o Departamento do Censo dos Estados Unidos, a aldeia tem uma área de 1,7 km², dos quais todos os 1,7 km² estão cobertos por terra.

## Demografia
Desde 1920, o crescimento populacional médio, a cada dez anos, é de 12,0%.

### Censo 2020
Segundo o censo nacional de 2020, a sua população é de 7 374 habitantes e sua densidade populacional de 4 219,2 hab/km². Seu crescimento populacional na última década foi de 11,9%, bem acima do crescimento estadual de 4,2%.
Possui 2 413 residências que resulta em uma densidade de 1 380,7 residências/km² e um aumento de 1,6% em relação ao censo anterior. Deste total, 6,1% das unidades habitacionais estão desocupadas. A média de ocupação é de 3,3 pessoas por residência.
A renda familiar média é de 103 846 dólares e a taxa de emprego é de 60,1%.